# Camaricus siltorsus
Camaricus siltorsus là một loài nhện trong họ Thomisidae.
Loài này thuộc chi Camaricus. Camaricus siltorsus được Subhendu Sekhar Saha & Dinendra Raychaudhuri miêu tả năm 2007.